# Бондарихинська культура

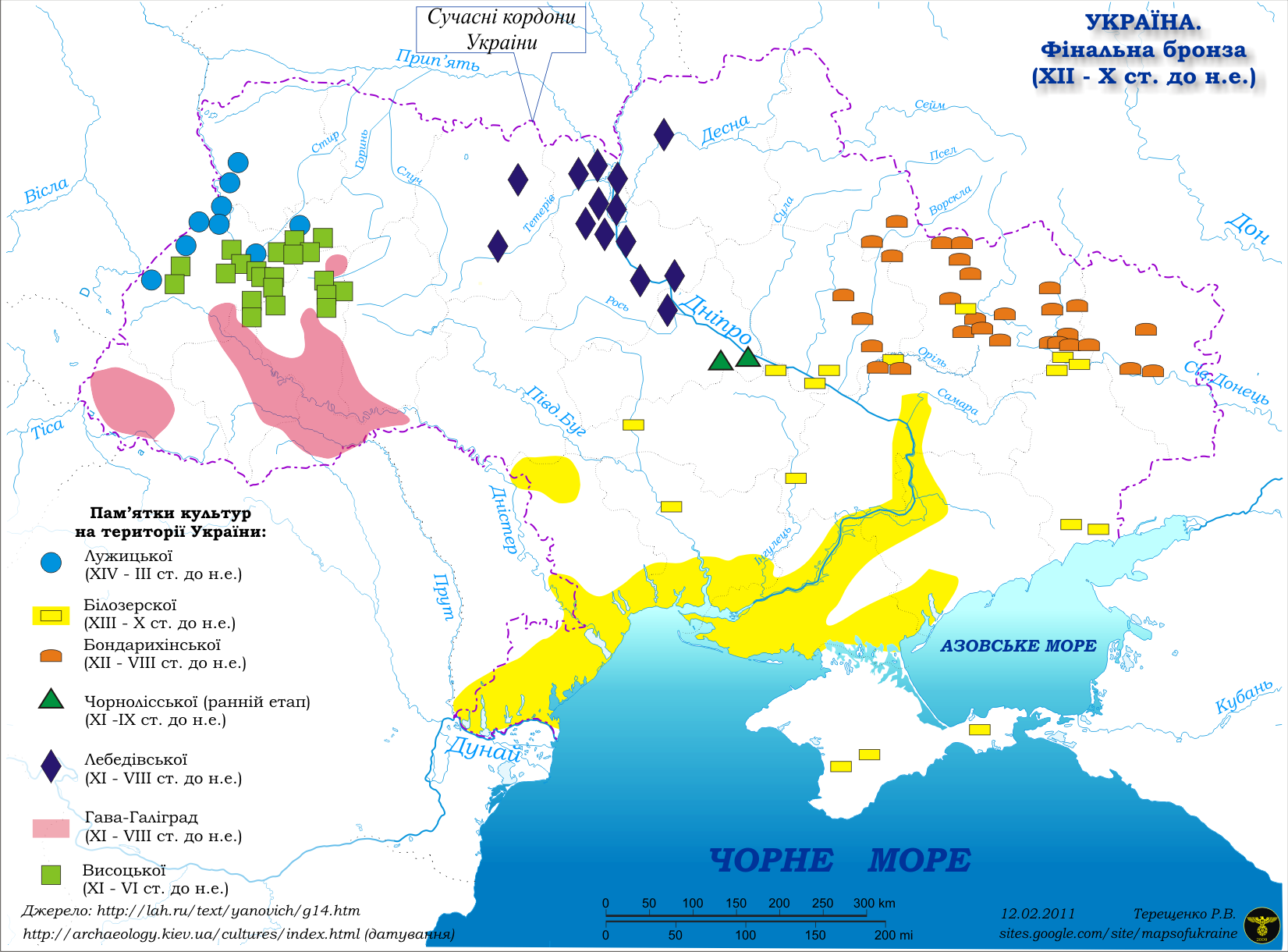

Бондарихинська культура — археологічна культура бронзової доби, що існувала у XI—VII сторіччях до н. е.
Відкрита на початку 1950-х років співробітниками Інституту археології АН УРСР і археологами Харківського держуніверситету поблизу поселення Бондариха.

## Поширення
Охолювала горішню й середню Сіверодонеччину, Поорілля, Поворскілля, Попсілля, Посулля, Посем'я й середнє Подесіння. Основні знахідки сконцентровані у Харківській, Сумській й Луганській області. Найсхідніші знахідки культури виявлені в Липецькій області.

## Генетичні зв'язки
Попередниками бондарихинської культури є пізняківська культура й мар'янівська культура.
З поширенням з правобережного лісостепу чорноліської культури на лівобережний лісостеп та Сіверодонеччину бондарихинці просуваються на північ, де на основі бондарихинської культури формується юхнівська культура.
Деякі дослідники вважають, що бондарихинська культура також стала основою формування лебедівської культури Середньої Наддніпрянщини.

## Етнічна приналежність та антропологія
Більшість дослідників схильні відносити носіїв даної культури до племен балтської групи. Антропологічно характеризувалися округлою (мезобрахікранною) формою мозкової коробки, високим і широким обличчям.

## Житла
Основний тип житла — землянки.